# جورج قنواتي

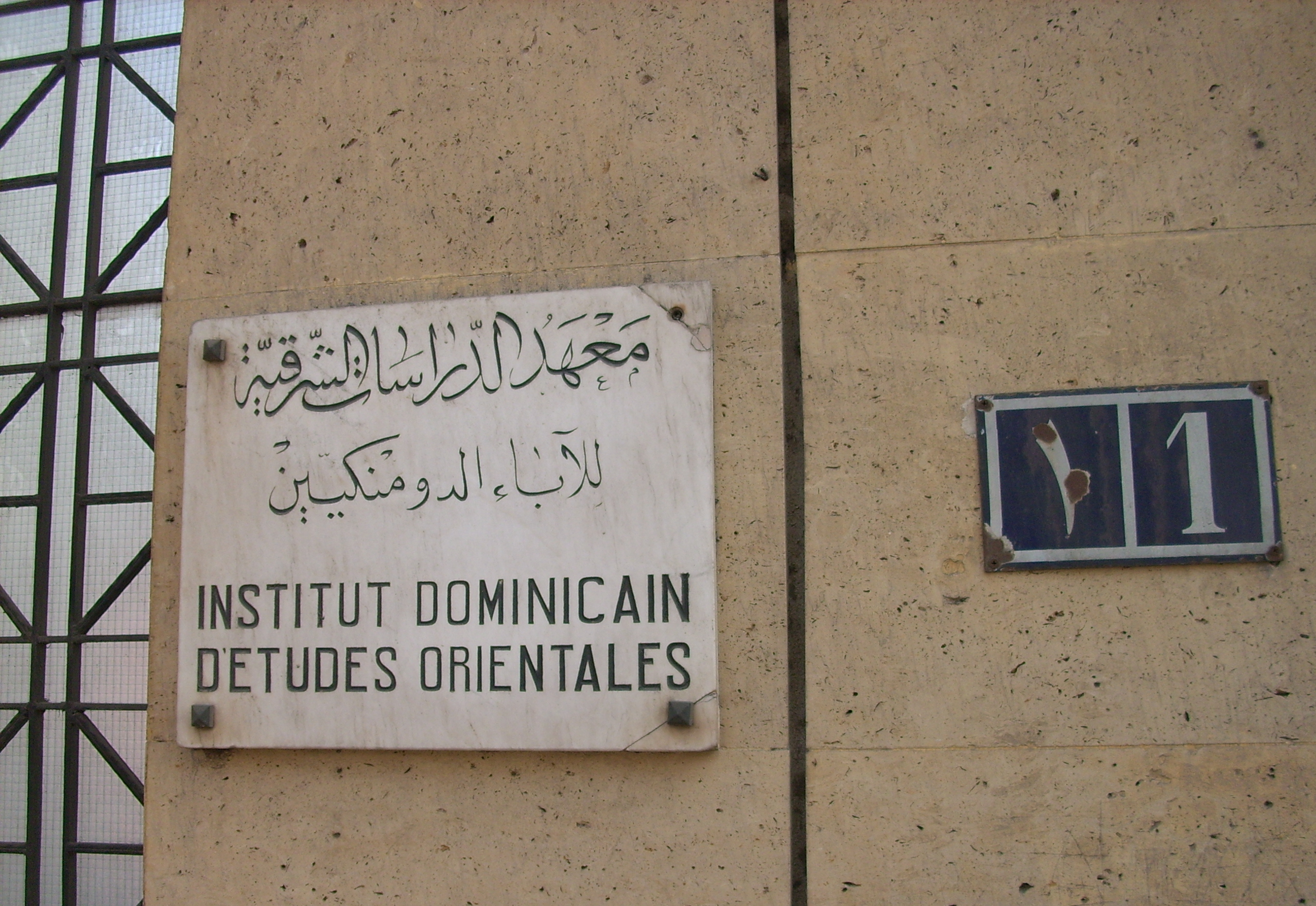
معهد الآباء الدومينيكان للدراسات الشرقية تأسس عام 1953 وكان جورج قنواتي أحد مؤسسيه

الأب جورج شحاتة قنواتي (1905 – 1993) مفكر مصري، من الآباء الدومينيكان، ولد بالأسكندرية، اشتغل بمهنة الصيدلة والتحليلات الكيماوية لمدة خمس سنين، ودخل الرهبنة في جماعة الدومينيكان في بلجيكا وفرنسا، حصل على الدكتوراه في الفلسفة والدكتوراة في اللاهوت واتجه إلى الدراسات الأستشراقية، وأصبح مديرا لمعهد الدراسات الأستشراقية بدير الآباء الدومينيكان بالقاهرة.
كان الأب قنواتي استاذا زائرا بالعديد من الجامعات الأوروبية، ومثل مصر بالعديد من المؤتمرات الفكرية، كتب باللغات العربية والفرنسية والإنجليزية، ومن بين كتبه مؤفلات ابن سينا، ومؤلفات ابن رشد والمسيحية والحضارة العربية، وفلسفة ابن رشد في تاريخ الفلسفة العربية والكيميا عند ابن سينا وأدوية العين عند حنين بن اسحق، وتاريخ الصيدلة والعقاقير في العصر الوسيط وهي مجموعة من المحاضرات ألقاها بكلية الصيدلة بجامعة الأسكندرية، ودعا الأب قنواتي إلى مكافحة التطرف وإلى السلام بين الأديان والأنفتاح علي ثقافات الأمم الأخرى.

## لفظ الدومينيكان
لفظ الدومينيكان نسبة إلى القديس دومينيك وهو من أتباع أرسطو والقديس توما الأكويني.